# Dongjing meng Hua lu
Die Pinselnotizen namens Dongjing meng Hua lu (chinesisch 東京夢華錄 / 东京梦华录, Pinyin Dōngjīng mèng Huà lù – „Der Traum von Hua in der Östlichen Hauptstadt (d. h. Kaifeng)“) wurden von Meng Yuanlao (ca. 1090 – ca. 1150) aus der Südlichen Song-Dynastie verfasst.
Das Werk umfasst insgesamt 10 Bücher (juan). Der Verfasser hat zunächst in Bianjing gelebt (dem heutigen Kaifeng, Provinz Henan); dieses Buch wurde geschrieben, nachdem die Hauptstadt in den Süden des Jangtse verlegt worden war. Die Jurchen nahmen Kaifeng im Jahr 1126 ein. Das Werk stammt aus dem Jahr 1147, als die Verlegung der Hauptstadt nach Hangzhou bereits einige Jahre abgeschlossen war. Es wurde 1187 zum ersten Mal gedruckt.

## Inhalt
Es berichtet hauptsächlich über das städtische Leben, über Erzeugnisse der vier Jahreszeiten sowie lokale Sitten und Gebräuche aus der Hauptstadt Bianliang (Kaifeng) der Nördlichen Song-Dynastie; es spiegelt die hohe Entwicklung des städtischen Wirtschaftslebens sowie verschiedene Aspekte des kulturellen Lebens und der Unterhaltung der städtischen Bürger zur Zeit der Nördlichen Song-Dynastie wider.

## Vorwort (Auszug)
Der Autor sagt in seinem Vorwort: „Die Kostbarkeiten und Kuriositäten aus der ganzen Welt sind hier versammelt, alle werden auf dem Markt verkauft. Die exquisiten Gerüche aus aller Herren Ländern waren hier anzutreffen, sie waren in der Küche versammelt.“

## Ess- und Trinkkultur
Das Material über das Kochen ist besonders reichhaltig, es enthält über hundert berühmte Gerichte und Snacks, lokale kleine Imbissspezialitäten, es spiegelt das Geschäftsleben in den diversen berühmten Gaststätten, Restaurants, Teigwaren- und Nudelrestaurants wider. Das Buch ist somit eine wichtige Quelle zur Geschichte der chinesischen Ess- und Trinkkultur.

## Regionale Vielfalt
Auch für die Kenntnis der Verbreitung von Regionalküchen während der Nördlichen Song-Dynastie, wie beispielsweise der Sichuan-Küche, ist es ein wichtiges Dokument.

## Qingming-Fest (Auszug aus Buch 7)

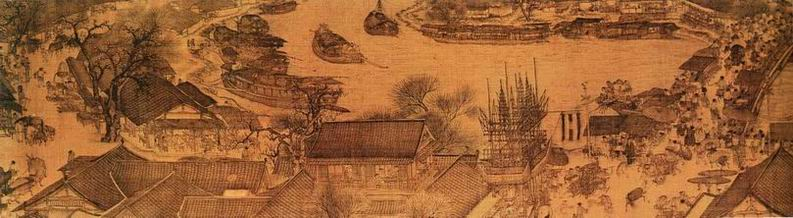
Qingming-Rolle von Zhang Zeduan (Ausschnitt)

Eine in Verbindung mit dem Qingming-Fest stehende Szenerie, die häufig zur Erklärung eines der berühmtesten chinesischen Bilder, des Qingming shanghe tu Zhang Zeduan (张择端), herangezogen wird, ist in Buch 7 enthalten:
„Die neuen Gräber werden an diesem Tag besucht und gesäubert, die Menschen der Hauptstadt (Bianjing) gehen in die Vororte … ... Wenn sie am Abend zurückkehren, tragen alle gedämpfte flache Jujubenkuchen, Pfannkuchen, Lehmfiguren, Spielzeugmesser, kostbare Blumen, exotische Früchte, Spielzeugmodelle aus Lehm (Landschaften, Gebäude, Menschen u. a.), (Glücks-)Spielzubehör, Enteneier oder Küken bei sich, das nennen sie „lokale Gaben von außerhalb der (Stadt-)Tore“. Sänften werden mit Weidenzweigen und verschiedenen Blumen dekoriert, alle vier Seiten werden damit bedeckt.“

## Weitere Namen des Werkes
Das Werk wird gewöhnlich unter dem Kurznamen Meng hua lu bzw. Menghua lu zitiert.

## Alte Drucke und moderne Ausgaben
Alte Drucke sind in den alten Büchersammlungen Xuejin taoyuan und Tang Song congsu enthalten. Eine moderne annotierte und interpunktierte Ausgabe ist die von Deng Zhicheng: Dongjing meng Hua lu zhu, Peking: Zhonghua shuju, 1959 und 1982. Laut Zhongguo pengren wenxian tiyao ist das Werk auch in der Reihe Zhongguo pengren guji congkan im Pekinger Verlag Zhongguo shangye chubanshe enthalten (1982).

## Zur Ausgabe des Verlages Gudian wenxue chubanshe
In der Ausgabe des Verlages Gudian wenxue chubanshe aus Shanghai wird das Dongjing meng Hua lu als Youlan jushi Menghualu bezeichnet. Youlan jushi war ein weiterer angenommener Name (hao) des Verfassers. Es wurden folgende weitere vier Werke angehängt:
- 1. Ducheng jisheng von Guanyuan Naideweng (Pseudonym)
- 2. Fansheng lu von Xihu laoren (Pseudonym)
- 3. Mengliang lu von Wu Zimu
- 4. Wulin jiushi von Zhou Mi